# Nyugati csüngőlepke
A nyugati csüngőlepke (Zygaena fausta) a valódi csüngőlepkék (Zygaeninae) alcsaládjának egyik, Magyarországon a kihalás szélére sodródott és ezért védett faja.

## Elterjedése, élőhelye
Az atlantomediterrán faunakörhöz tartozó fajként összefüggő területen Marokkótól az Ibériai-félszigeten át (a középső és északkeleti rész kivételével) Dél- és Közép-Franciaországig él. Ettől keletre csak kisebb-nagyobb és többnyire összeszoruló foltokban található meg – így a Dunántúli-középhegységben is. A jégkorszakot az Atlasz-hegység nyugati nyúlványai közt vészelte át; onnan terjedt el utána észak-északkelet felé. A Kárpát-medencében a jégkorszak utáni klímafluktuáció maradványaként, areaperemi helyzetben fordul elő: populációi erősen izoláltak, regresszívek.
Tipikus szárazságtűrő fajként főleg a melegebb éghajlatú részeken (például az Ibériai-félszigeten) 1500–2000 m magasra is fölhatol. Mivel elterjedése mindig fő tápláléknövényeinek előfordulási területén belül marad, főként a mészkő-dolomit alapkőzetű domb- és hegyvidékeken fordul elő.
Magyarországon 1993 óta védett; természetvédelmi értéke 10 000 Ft.

## Megjelenése
Vaskos, rövid szőrű, tizenhat lábú hernyója mindkét végén elvékonyodik.
Az imágók szárnya fekete alapon vörös foltokkal mintázott. Elülső szárnyának foltjai nagyon hasonlítanak a hazánkban gyakori Zygaena carniolica, egyúttal a ritka és lokális vörös csüngőlepke (Zygaena laeta) mintázatához. A szárnyak közép- és csúcsterében látható rózsavörös foltokat fehér gyűrű veszi körül. A rokon fajok biztonságosan csak ivarszerveik vizsgálatával válogathatók külön.

## Életmódja
A hernyók fő tápnövényei:
- a dealpin jellegű, dolomitsziklagyepeken termő terpedt koronafürt (Coronilla vaginalis),
- a hazánkban csak a Bakony vidékén élő bokros koronafürt (Coronilla emerus) és
- a melegkedvelő száraz tölgyesekben, karszt- és bokorerdőkben élő sárga koronafürt (Coronilla coronata).

A faj tápnövényei Magyarországon védettek; főleg a Dunántúli-középhegységben fordulnak elő.
Európa más tájain megtalálták hernyóját a kaszálóréteken és legelőkön is, ahol a szarvaskerepenen (Lotus corniculatus) él. 
Az imágók a mediterráneumban májustól júliusig, Közép-Európában júliustól szeptemberig repülnek napfényes, meleg, déli fekvésű hegyi réteken, sziklagyepekben, sztyeplejtőkön. Az imágók fő tápláléka a koronafürt- (Coronilla), az ördögszem- (Scabiosa), a varfű- (Knautia), az imola- (Centaurea), a hölgymál- (Hieracium) és a levendula (Lavandula) fajok virágainak nektárja.
Ha veszélyt érez, holtnak tetteti magát. A rovarevő állatok – madarak, gyíkok – általában békén hagyják, mert érintésre kellemetlen ízű, olajos, sárgás nedvet bocsát ki.

## Alfajai
Déli alfajai (ibériai: Z. l. preciosa, marokkói: Z. l. juncaea) alapvetően monofág, a nyugat- és közép-európai alfajok (Z. l. fortunata, jucunda, suevica, agilis) inkább oligofág jellegűek.

## Képek

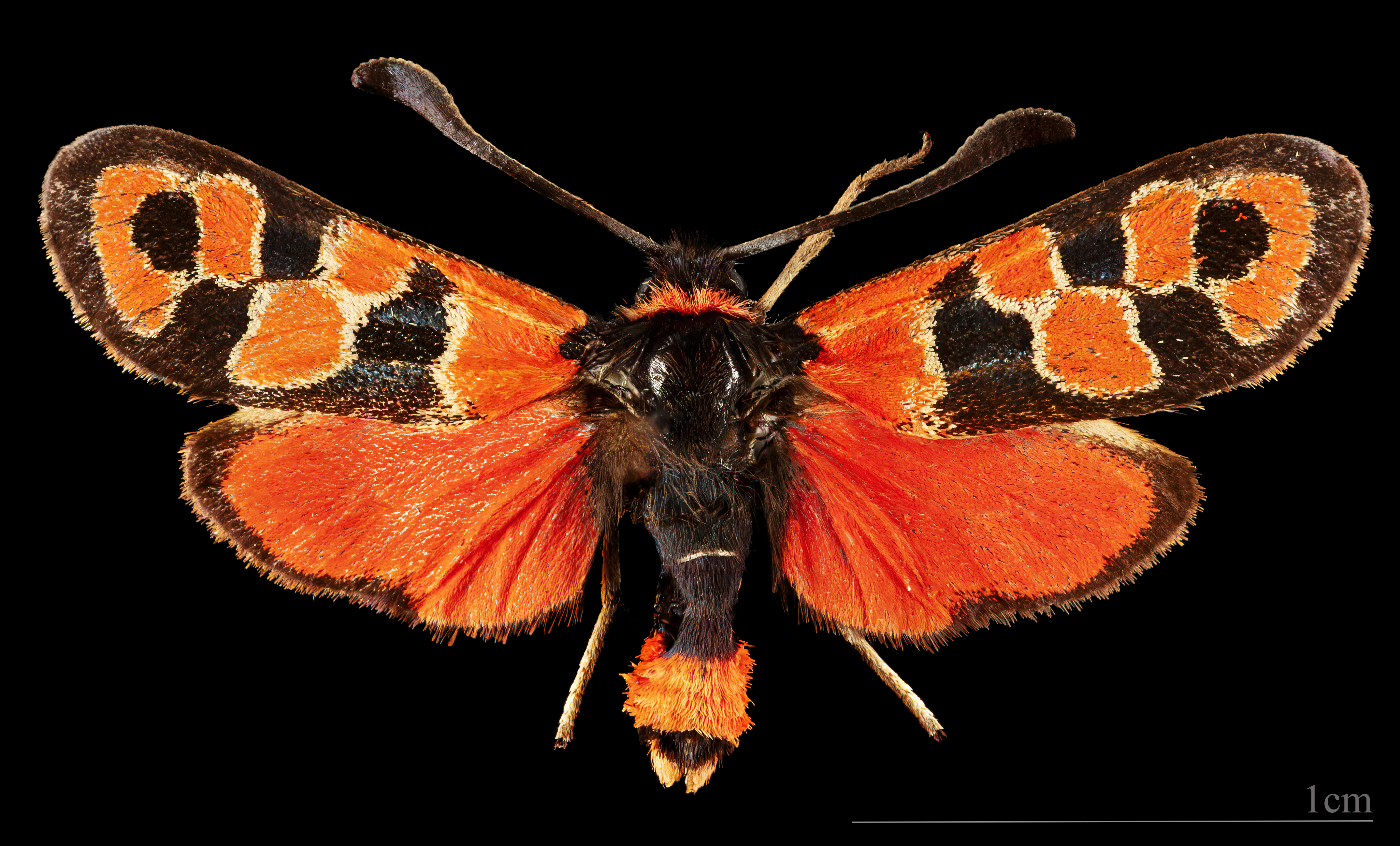
♂
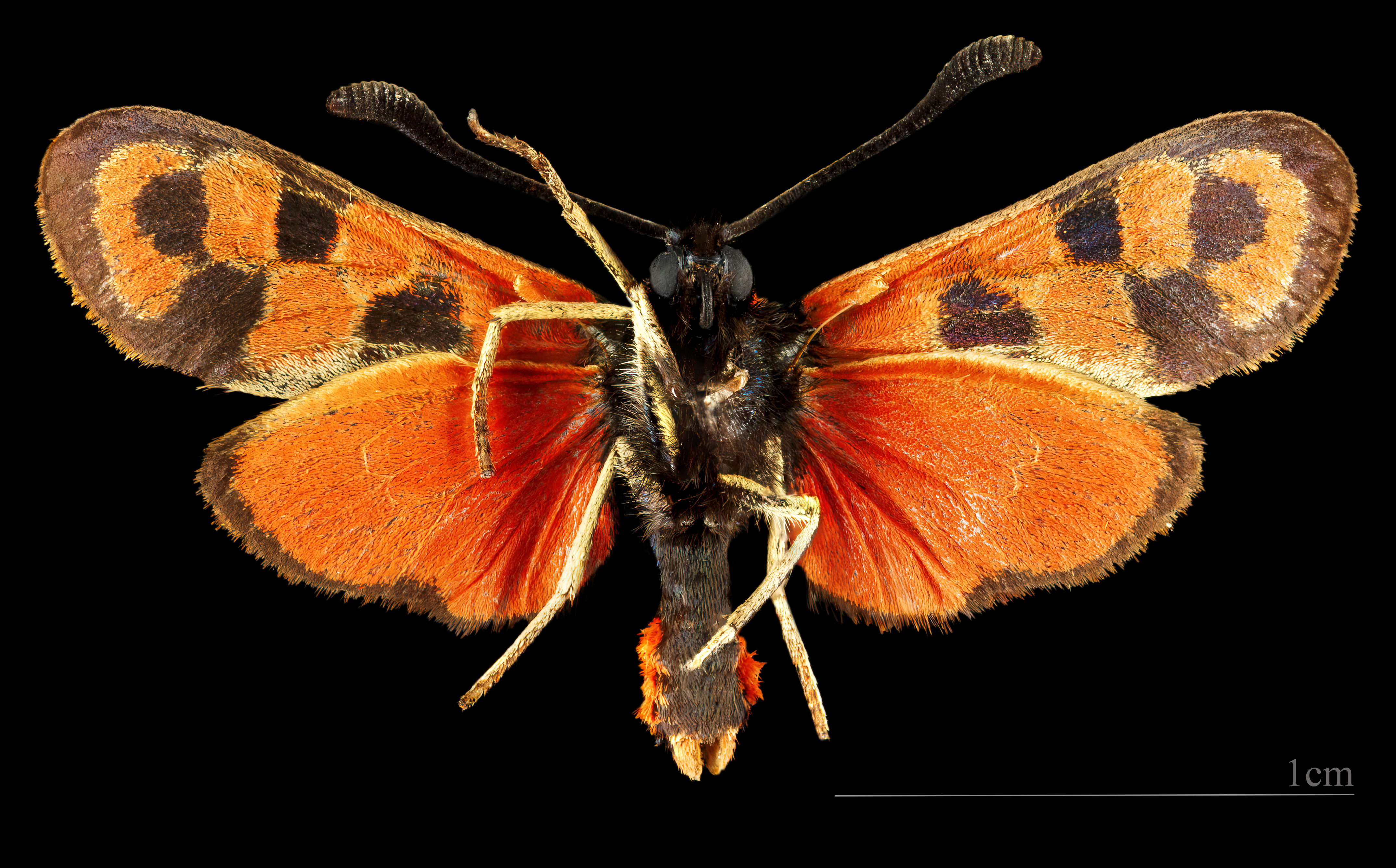
♂ △
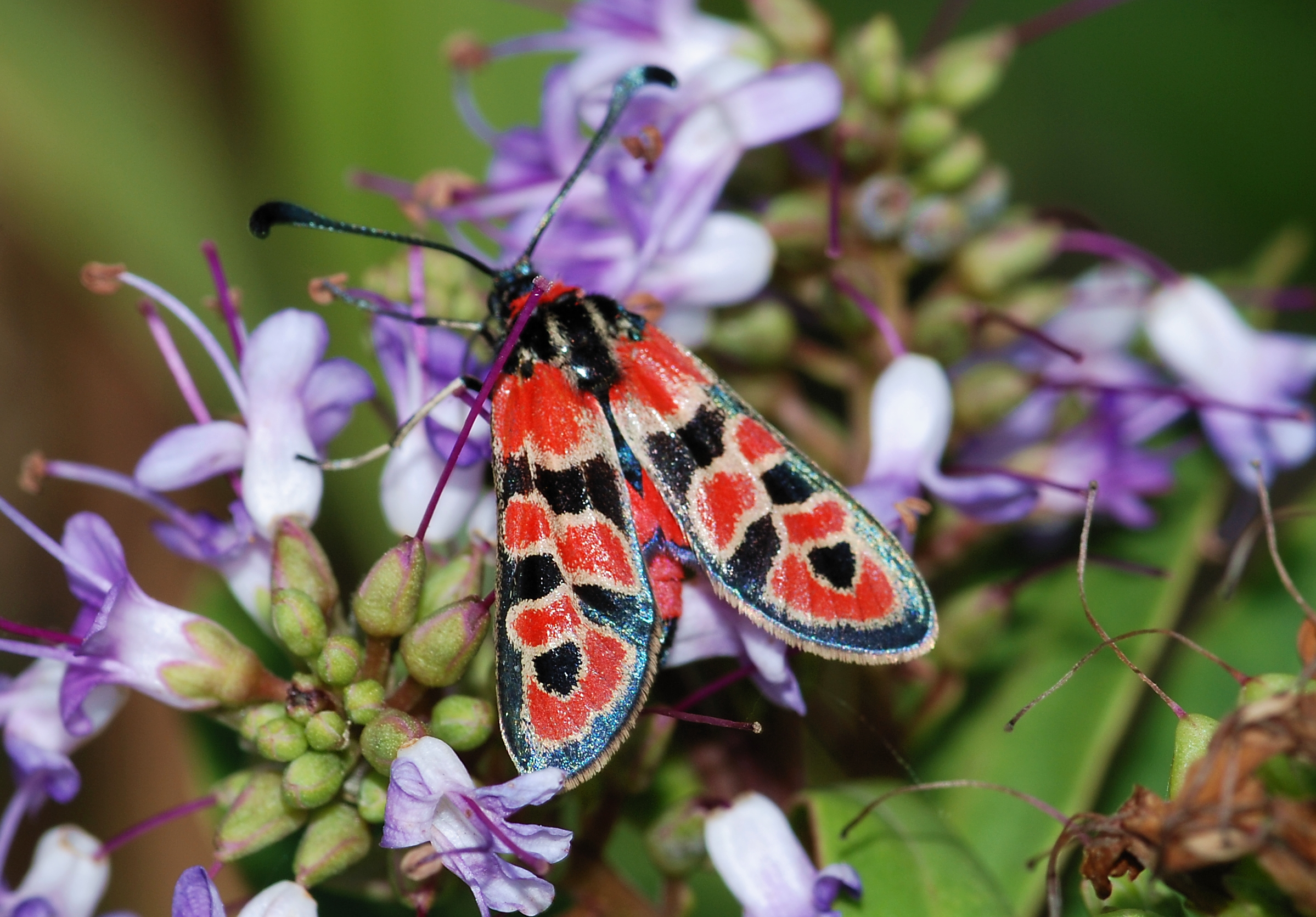
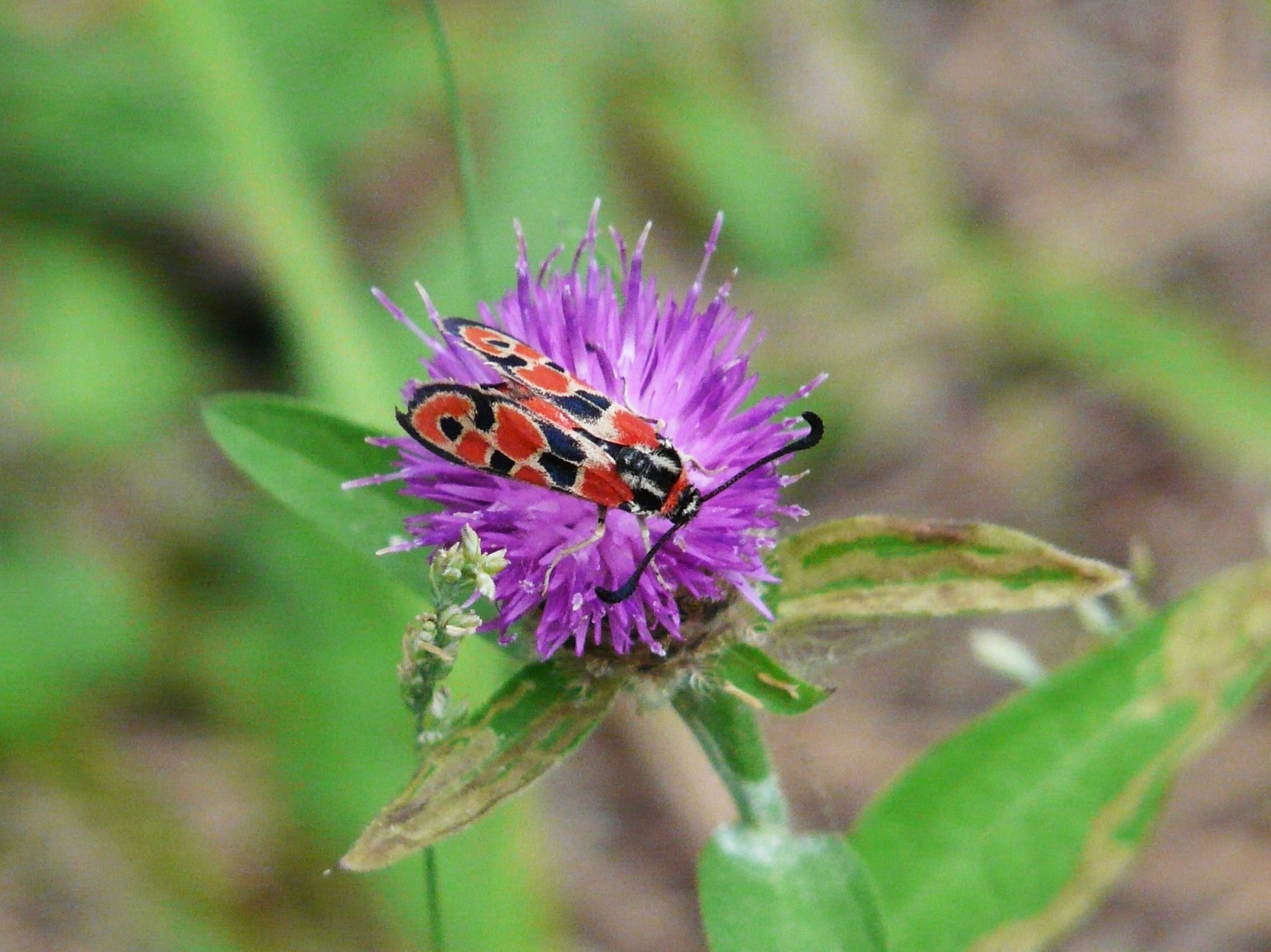

## Külső hivatkozások
- Egy rejtélyes csüngőlepke Pannóniában